# Jupiter på jorden
Jupiter på jorden är en svensk kort dramafilm från 1912 i regi av Georg af Klercker. 

## Om filmen
Filmen premiärvisades 1 juni 1912 på Kristallsalongen i Stockholm. Filmen spelades in vid Svenska Biografteaterns ateljé på Lidingö med exteriörer från Djurgården med flera platser i Stockholm av Henrik Jaenzon. Filmen ingick som en del av första akten i Emil Norlanders sommarrevy 1912, kallad Stockholms Greker,

## Rollista i urval
- Axel Ringvall -  Jupiter/Zeus på jorden